# XXI Giochi del Sud-est asiatico
I XXI Giochi del Sud-est asiatico si sono svolti a Kuala Lumpur, in Malaysia, dall'8 al 17 settembre 2001.

## Paesi partecipanti
Ai giochi hanno partecipato 4165 atleti provenienti da dieci nazioni:
- Brunei
- Cambogia
- Indonesia
- Laos
- Malaysia
- Birmania
- Filippine
- Singapore
- Thailandia
- Vietnam

## Discipline
In totale si sono disputati 391 eventi sportivi per 32 discipline.

## Medagliere
*   Paese ospitante
| Posiz. | Nazione    | Oro | Argento | Bronzo | Totale |
| ------ | ---------- | --- | ------- | ------ | ------ |
| 1      | Malaysia*  | 111 | 75      | 85     | 271    |
| 2      | Thailandia | 103 | 86      | 89     | 278    |
| 3      | Indonesia  | 72  | 74      | 80     | 226    |
| 4      | Vietnam    | 33  | 35      | 64     | 132    |
| 5      | Filippine  | 30  | 66      | 67     | 163    |
| 6      | Singapore  | 22  | 31      | 42     | 95     |
| 7      | Birmania   | 19  | 14      | 53     | 86     |
| 8      | Laos       | 1   | 3       | 7      | 11     |
| 9      | Cambogia   | 1   | 1       | 5      | 7      |
| 10     | Brunei     | 0   | 5       | 6      | 11     |
| Totale | Totale     | 392 | 390     | 498    | 1280   |